# トレイルランニング

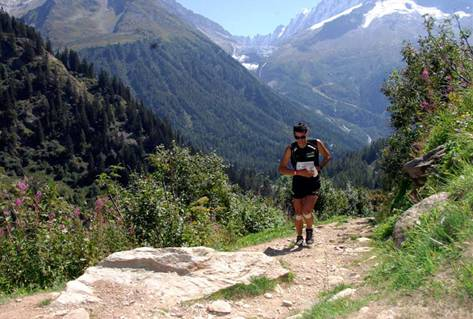

トレイルランニング（英: Trail running）およびマウンテンランニング（英: Mountain running)は、陸上競技の一種で、様々な種類の地形（砂地、土の道、林道、一人しか通り抜けられない森の小道、雪道等）や環境（山、森林、平原、砂漠等）で行われるスポーツである。トレランやトレイルランと略される。

## 概要
トレイルランニングは、不整地を走るランニングスポーツで、日本では以前から登山（または山岳）マラソンとして同様のものが存在していた。1970年前後にアメリカを発祥とし、欧米では盛んだったが、2000年代初頭まで日本ではあまり知られていなかった。しかし、マラソンブームや登山ブームの波に乗って、両者の要素を併せ持つ「トレイルランニング」が知られるようになった。
大会では、コースは森林、山岳地帯、河川などの自然地形を利用して設定される。そのため、馴染みのない地形や天候にも対応する必要がある。また、フルマラソン以上の長距離を走ったり、種目によっては1000m近い高低差があるコースを走ったりすることもある。日本陸上競技連盟の示すルールブックには、コースの一部が舗装（アスファルト、コンクリート、砕石等）されていても構わないものの、最小限の距離に抑えられている必要があり、既存の登山道や林道や小道をできるだけ使用すると定められている。また、コース上には競技者が地図を読むような特別な技術を必要とせず、容易に認識できる標識を設置しなければならない。 
競技を統括する国際競技団体（IF）はワールドアスレティックスで、国内競技団体（NF）は日本陸上競技連盟。また、トレイルランニングに関連する団体として、世界マウンテンランニング協会（WMRA）、国際トレイルランニング協会（ITRA）、国際ウルトラランナーズ協会（IAU）がある。国内では日本トレイルランニング協会が活動している。そのほかに、山を走るマナーや大会開催ルールなどを考えるため日本トレイルランナーズ協会も設立されている。
日本においては様々な経緯から、山を走る競技全般をトレイルランニングと表現することが多くみられるため、注意が必要である。

## 歴史
- 起源：短距離でも長距離でも速く走りたいという欲求は、人類と同じくらい古くから存在している。速く走ることは、私たちが生き延びたり、食料として動物を捕まえたり、戦いのためであったり、危険や自然災害から逃れたり、誰かにメッセージを届けたりするのに役立った。道路も、トンネルも、橋も無かった太古の時代には、できるだけ速く山を越え、森を抜け、川を渡らなければならなかった。これがトレイルランニングの起源といえる。

- 中世から近代：山岳レースに関する、最古の記述は1068年にスコットランドの王が最も有能な伝令者を選ぶ必要があり、誰が近くの山を最速のタイムで上り下りできるかをテストするというものである。1895年には、現在も続いている最古の山岳レース（Fell running）がイギリスで開催された。

- 20世紀：アメリカ合衆国でのアウトドア文化の発展と共に、トレイルランニングが一般的になった。特に1960年代から1970年代にかけて、ウルトラマラソンやマウンテンランニングのイベントやコミュニティが登場すると、トレイルランニングの人気が広がった。

- 1970年代になると、カリフォルニア州オーバーンで、トレイルランニングの大会が開催されたことから、この地域はトレイルランニングの発祥地とされている。以降、トレイルランニングは世界各地で人気を博し、多くのイベントや大会が開催されている。自然の中を走ることで、健康を促進し、アウトドア体験を楽しむ人々にとって魅力的なスポーツとして広く愛されるようになった。
- 世界マウンテンランニング協会（WMRA）は、1984年にイタリアで設立されました。当初は「国際山岳ランニング委員会」として設立され、1998年に現在の名称に変更されました。1985年に世界マウンテンランニングトロフィーを開催し、2002年、ワールドアスレティックス(当時はIAAF)は、ワールドトロフィーを国際大会として公式に認め、2009年には、世界マウンテンランニング選手権に名称が変更された。
- 国際ウルトラランナーズ協会（IAU）は1984年にイギリスで設立されました。2007年からIAUトレイル世界選手権を開催していた。
- 国際トレイルランニング協会（ITRA）は2013年に設立され、2015年にはIAAF（国際陸上競技連盟）によって公認された。
- 2024年8月、国際トレイルランニング協会（ITRA）は「トレイルランニングのオリンピックとパラリンピックのレガシー」（Trail Running's Olympic and Paralympic Legacy）と題したプレスリリースを発表した。このプレスリリースにおいて、ITRAはトレイルランニングをオリンピック及びパラリンピックの正式種目とするための取り組みを進めていることを明らかにした。具体的には、2032年にオーストラリア・ブリスベンで開催予定のオリンピック、パラリンピックでの採用を目指していると発表している。

### 日本
日本では、1913年に静岡県御殿場市で開催された富士登山競走や1947年の第2回国民体育大会（石川国体）の縦走競技（パックに荷重を背負い、標高差の大きい自然の山岳を走る競技）など「山岳マラソン」や「登山競争」と呼ばれる文化が早期から存在していた。
1990年に山田昇記念杯登山競争大会が、国体と同様の縦走形式でおこなわれ、1993年に日本山岳耐久レース（ハセツネCUP）が開催されると、現在の国内トレイルランニングの原点となっていった。
1992年、雑誌「ランナーズ」に世界最古の100マイルレース「ウェスタンステイツ１００マイル」のレポート記事が掲載され、日本のメディアで初めて100マイルレースの模様が紹介された。
2000 年代以降に「トレイルランニング」の名称を冠した大会開催が急増する中、2005年の雑誌「ターザン」においてプロトレイルランナーの石川弘樹が『トレイルラン』という言葉を初めて日本のメディアで紹介した。さらに2009年におこなわれた海外レースでの鏑木毅の活躍が、翌年にテレビで放映されたことで知名度が高まり、トレイルランニングが一般化していった。
トレイルランニングを健全な市民スポーツとして広く普及させるために、トレイルランナー自身によって組織された日本トレイルランナーズ協会が2015年に設立された。
一財）日本トレイルランニング協会（トレランJAPAN）は中央競技団体としての役割を果たし、トレイルランニングの発展と山岳環境の保護及び啓発活動を目的として2016年に設立され、2019年にはJAAF（日本陸上競技連盟）のテクニカルパートナーと認められ活動している。

## 競技人口
トレランの定義は広範であり、またマラソン等との利用者との区分けが困難であることから、野外を含めたレジャー・スポーツ人口を推計している『レジャー白書』(日本生産性本部)や『スポーツ白書』(笹川スポーツ財団)において、トレイルランニングという項目は存在しない。しかし、商業的・地域 振興的な目的から行われたトレイルランナーの人口調査は幾つか個別に存在している。中でも、日本能率協会総合研究所によって2014年に大々的な推計調査が実施されている。これによれば 2014年の時点で、日本におけるランナー人口は19.8万人と推計される。 
日本においては2000年代にトレイルランナーが急増したとされる。その背景としては、世界的な大会開催等の影響を受けて日本でも大会や情報が増加し、トレイルランナーによるコミュニティも増え、競技スポーツとしての認知・普及 が進んだこと、マラソン等のランニングブームに後押しされたこと、中高年を含めた健康・体力維持や自然志向 が反映されたことが指摘されている。

## 競技種目
2021年から、ワールドアスレティックス（WA）、国際トレイルランニング協会（ITRA）、国際マウンテンランニング協会（WMRA）、国際ウルトラランナーズ協会（IAU）が連携して、新たな時代の到来と、山岳スポーツを一つにまとめたいという願いを示す形としてマウンテンランニング＆トレイルランニング世界選手権（World Mountain & Trail Running Championships）を開催するようになった。これは2年に一度開催され、世界60カ国以上から多数の選手が競い合い、世界一を決める祭典である。
2024年から国際トレイルランニング協会によりアジア地域で初めてとなる、アジア太平洋トレイルランニング選手権（Asia Pacific Trail Running Championship）が開催されている。
ここでは、世界選手権でも採用される、代表的な4つの競技を紹介する。
 Trail running
主に「ショートトレイル」「ロングトレイル」のふたつに分類される。
ショートトレイルには、まだ広く受け入れられている定義はない。ただし、一般にショートトレイルとは、比較的短い距離を走るトレイルランニング競技を指し、一般的に数キロメートルから約50キロメートル前後とされる。森林、丘、山などの様々な登山道や林道で行われることがよくある。地形は簡単なものから中程度に難しいものまでさまざだが、通常は長距離のトレイルレースほどテクニカルではない。
世界選手権では40キロメートル前後の距離、テクニカルで急峻な場所で競われることが多い。ただし国内では初心者など幅広いランナーが参加しやすいように設計されている場合がほとんど。

ロングトレイルは、通常、比較的長い距離をカバーする競技を指し、多くの場合フルマラソンの距離は超える。50キロ、70キロ、100キロ、100マイル、さらにはそれ以上など、その距離はさまざまである。距離が長くなる分、険しい山道、険しい道、人里離れた荒地など、より挑戦的でテクニカルな地形で開催されることがよくある。コースには大幅な高低差が含まれる場合がある。また、完走するまでに数時間から数十時間、時には数日かかる場合もある。ランナーはさまざまな地形を長時間にわたって動き続ける体力と精神力を維持する必要があるため、高レベルのトレーニングが必要とされる。レースでは、ランナーに水、食料、医療サポートを提供するために、コース沿いにエイドステーションやサポート拠点が設置される場合がある。
世界選手権では70キロメートル前後の距離、テクニカルで急峻な場所で競われることが多い。

 Mountain running
トレイルランニングと似ているが、マウンテンレースは伝統的に「アップヒル（バーティカル）」「クラッシックアップ＆ダウン」のふたつに分類される。クラッシックアップ＆ダウンについて、日本では普及していないが、陸上の中長距離選手やクロスカントリー選手が挑戦するのに適しており、今後に期待される競技である。

アップヒル（バーティカル）は、上りのみに焦点を当てた競技である。比較的短い距離で大幅な標高 (通常は標高差約1000 メートル）を上る。コースは非常に急勾配で挑戦的な設定であり、山、スキー場、またはその他の急峻な地形で行われることがよくある。山腹または麓からスタートし、頂上またはあらかじめ決められた最高点までひたすら上る。他の種目とは異なり、ダウンヒル部分や周回は含まれず、体力、パワー、有酸素能力を駆使して、急な上りをできるだけ早く到達する必要がある。上りや険しい地形に特化したトレーニングが必要で、激しい環境で自分の上りの能力を試される機会を求めるランナーたちを魅了する。
世界選手権では、距離3～6km　累積獲得標高1000m程度でコースが設定されることが多い。

クラシック アップ＆ダウンは、距離10キロメートル程度で上り下りが激しいコースを走る。全体の半分の距離で周回形式やアウト＆バック形式となることが多く、競技時間も1時間程度であることが特徴。参加者は指定された地点 （通常は山の麓や高い地点）からスタートし、コース上の頂上や高い地点を目指して上りを走る。最高点に到達すると、向きを変えてスタート地点まで駆け下りる。特徴は、上りと下りの両方とスピードに重点を置いている点であり、トレランが山のマラソンなら、こちらは山のトラック競技とも言えるほど、ハイスピードで競われ、テクニカルな地形での急な上りに加え、頂上に到達したら、すぐに下りに移行し、時には険しい下りを乗り越える。そのため、スピード、バランス、技術スキルなど、ランナーの総合的な能力が求められる。
世界選手権では、距離10～12km　累積獲得標高500～700m程度で設計されることが多い。

## 国際大会関係
世界選手権大会への派遣において、日本代表は、日本陸上競技連盟によって編成される国家代表としての実績を持つ。また、アジア太平洋選手権は日本トレイルランニング協会によって編成されている。

### 世界選手権大会の代表選考
選考基準は、直近の世界選手権及びアジア太平洋選手と国内でおこなわれる選考大会の上位入賞者から「世界選手権でメダルを獲得、または入賞が期待できる選手」というものである。日本陸連が派遣する。

### アジア太平洋選手権の代表選考
現在の選考基準では、大会が指定する競技種目のITRAランキングにおいて、日本人選手の中で最上位に位置し、かつ全体で30位以内に入る選手が選考対象となります。この基準により「アジア太平洋選手権でメダルを獲得、または入賞が期待できる選手」が選ばれ、日本トレイルランニング協会が派遣する。

## 装備
トレイルランニングは、道路を走るマラソンと比べて地形の変化が大きく、危険性が高いため、適切な装備を準備することが重要である。以下に、トレイルランニングに必要な装備をまとめる。
1．トレイルランニングシューズ - トレイルランニングシューズは、スピードや快適性よりも、トレイルの不規則な地形に対応できるように作られたものである。足裏をしっかりサポートし、グリップ性に優れることが求められる。
2．ランニングウェア - トレイルランニングウェアは、吸汗速乾性に優れている。裾を引っ掛けて転ぶ危険があるので、パンツは短めかタイトなもの、シャツも肘の部分が伸縮性があり身体の動きを妨げないものなど、トレイルランニング向けのものを選ぶと良い。
3．水筒類 - 山に入る、長時間のランニングをする際は、必ず水分補給ができるものを持って行く。携帯型の水筒に類するものが多数あり、トレイルランニング用の小型のバックパックで持っていく人が多く、水分補給はこまめに行うようにする。
4．レインウエア - 天候が急に悪くなることもあり、トレイルランナーは雨具としてレインウエア上下を持参しておく必要がある。また、暑い季節に濡れた状態で過ごすことは、身体の冷やしすぎや体調不良の原因となるため、レインウエアは持って行くことが重要である。
5．ヘッドランプ - トレイルランニングを行う場合は、ヘッドランプが必要である。トレイルランニングコースは森林部では日没前から暗くなることが想定され、山間エリアであり林道はライトアップされていないことが多い。夜間では自分のペースを取り、足元をしっかり確認しながら進むために必要なアイテムである。
6．GPSウォッチ - 走る時には自分の位置や進んだ距離、走りの速度などを把握する必要があるため、GPS機能付きのウォッチがあると便利である。
以上が、トレイルランニングに必要な装備の一部である。トレイルランニングは、自然の中で行うアクティビティの一つであるが、適切な装備を準備することで、より安全かつ快適に楽しめるようになる。
7.　下記は必要とされるその他の装備。
- ウィンドブレーカー（最低限の防水の物） - 体温調整の為に羽織るウェア。防水性は限定的であり、レインウエアとして利用することは出来ない。
- グローブ - 転倒時の保護、岩場などをつかむ
- バックパック - トレイランニング用の小型の物が発売されている
- 行動食 - 高カロリーで軽量なエナジージェルなど
- ファーストエイドキット
  - バンドエイドなど
  - テービング用のテープ - 捻挫や骨折用
  - ポイズンリムーバ- 蜂用アナフィラキシーショック
  - ティッシュ
- 遭難対策
  - 携帯電話 - 遭難時に110番通報するのに使用。圏外では電池の消費量が多いため、機内モードもしくは電源を切ると節電になる。
  - 紙の地図 - 専用機器やスマートフォンなどのGPS付の地図は便利であり通常時は問題ないが、破損・故障したり電池切れになるので、紙の地図は必須
  - コンパス - 日頃から使い方を練習しておくことを勧める。
  - サングラス - 毒虫や木の枝から目を守るので、必須アイテム。
  - ホイッスル - 救助を呼ぶため、野獣の威嚇に効果がある。
  - サバイバルシート - 片面が保温用、裏面が熱中症対策になっており、救助を待つ間に使用する
  - 健康保険証
  - 山岳保険への加入
- 熊鈴 - 動物対策という面もあるが、加えて、一般のハイキングの人にランナーが近づいていることを知らせるという目的も兼ねる。一方で、熊に襲われたことによる死亡事故が多発しており[6]、「熊鈴が熊を呼ぶ」とも言われる。[7]

必須ではないが、下記装備なども持って行く人も多い。
- ランニング用タイツ - 膝などのサポート、木の枝や虫から足を守るため
- トレイルランニング用ストック
- トレイルランニング用ソックス - 水の中に入っても大丈夫な物、まめができにくい物などがある
- キャップやサンバイザー
- 行動食以外の食料
- 熊は、クマ鈴や普通の威嚇には怯まない。熊スプレーが効果的。

20cm程度以下の積雪であれば、より厚着のウェアと軽アイゼン（チェーンアイゼン）などが追加になる。積雪量が多すぎる場合は入山を控える。
なお、黎明期では「ランニング登山」と称して、通常登山靴や、登山用の杖などを装備して登るような山を、Tシャツに短パン、スパッツ、ランニング・シューズといったランニングのスタイルで入山して走っていた。

## 著名な選手
- キリアン・ジョルネ - UTMB3勝、スカイランナーワールドシリーズ3連覇など
- ジム・ウォルムズリー（英語版）
- モード・マティス
- トーベ・アレクサンダーソン
- 鏑木毅 - 2009年よりプロ
- 石川弘樹 - 2001年よりプロ[8]
- 山本健一 - プロレーサー
- 上田瑠偉 -プロレーサー
- 田村健人 -プロレーサー
- 川崎雄哉
- 吉野大和
- 秋山穂乃果
- 吉住友里 -プロレーサー
- 高村貴子

## 安全対策
トレイルランニングは自然の中で行うスポーツであり、天候の急変や地形の変化、動植物との遭遇など、都市型スポーツにはない特有のリスクが伴う。そのため、国際トレイルランニング協会（ITRA）や日本トレイルランニング協会（JTRA）が定める安全ガイドラインを参考に、安全への備えを徹底することが推奨されている。
　多くの場合、トレイルランニングは一般の登山道を利用して行われるため、登山と同様に「自己責任」の原則が求められる。山に入る際は、登山届けを提出するか、家族・知人に行き先と予定時間を知らせておくことが重要である。加えて、行動時間・天候・季節に応じた適切な装備（防寒具、ライト、地図、携帯電話またはGPS端末等）と、十分な飲料・行動食の携行が求められる。
　トレイルランニングにはマラソンと同様、激しい心肺負荷がかかるため、心臓発作などのリスクも否定できない。また、登山道での滑落や転倒事故、落石の危険、さらには地域によってはクマなど野生動物との遭遇もありうる。特に単独行動の場合は注意が必要である。
　大会に参加する際は、事前に健康診断を受け、日頃から体調を整えておくことが重要である。大会主催者によっては、健康チェックシートの提出や必携装備品の確認など、安全管理のルールが定められている。これらのルールを遵守し、無理をせず自己の体力に見合った行動を取ることが、安全なトレイルランニングの基本である。

## 日本における普及状況と課題
大会を開催するにあたっては、登山者やトレッキング愛好者から拒絶反応を受けることも過去にはあったが、近年ではトレランと登山の両方を楽しむ愛好家が増加しており、地域振興にも利用されるなど、良質のアウトドアスポーツとして認知されている。過去に箱根で実施されたレースは、登山者からのクレームもなく、コースもほとんど荒れなかったのにも関わらず、環境省箱根自然環境事務所が「箱根の歩道（登山道）利用に関するガイドライン」を元に大会開催の自粛を要請したため、2007年に第1回開催を果たしたのみでその後は開催不可能になるなど、世間の理解を得られない時代もあった。
大会がおこなわれることで、周辺の植生に悪影響を及ぼすはずだと考える地元関係者も存在するが、近年では国立公園の一部で歩行区間を設ける動きや、主催者により登山道が保全され、安全かつ安心して通行が出来るようになるなど、大会主催者や愛好者の努力が行われている。
重大な事故が発生した場合、後援団体やスポンサーによっては、これをマイナス要素と受け止め、次年度以降の支援を停止することもある。大会・イベント主催者は日本トレイルランニング協会や国際トレイルランニング協会（ITRA）が示すガイドラインに準じて運営をすることに努める必要がある。
トレイルランニングの普及には、安全面でのルールを順守し、施設整備、組織体制の構築などの課題に取り組む必要があります。自然環境との共生を図りつつ、次世代にも継承できる持続可能な活動として定着させることが重要です。

## トレイルランニングとスカイランニング
トレイルランニングとスカイランニングはどちらも自然の中を走る山岳スポーツですが、主な違いは「標高」と「斜度」にあります。
| 比較項目     | トレイルランニング                                                  | スカイランニング                                           |
| ------------ | ------------------------------------------------------------------- | ---------------------------------------------------------- |
| 定義         | 山道や自然のトレイルを走る長距離ランニング                          | 標高の高い急峻な山岳地帯を駆け上がる高所ランニング         |
| 標高         | 特に制限なし（低山〜高山まで幅広く）                                | 基本は標高2,000m以上、標高差が大きい                       |
| 斜度         | 急登や下りもあるが、コースは比較的多様                              | 平均勾配6%以上、区間で30%以上の斜面も含むことがある        |
| 距離         | 数km〜100マイル（160km）超まで多彩                                  | 通常は5km〜42km程度が中心                                  |
| 特徴         | 長距離・持久系中心、地形の変化に富む                                | テクニカルで激しい登攀と下り、スピードとパワーの両立が必要 |
| 国際競技団体 | ITRA（国際トレイルランニング協会）                                  | ISF（国際スカイランニング連盟）                            |
| 国内競技団体 | 公益財団法人日本陸上競技連盟 一般財団法人日本トレイルランニング協会 | 一般社団法人日本スカイランニング協会                       |
| 例           | UTMB、ハセツネCUP、上州武尊山スカイビュートレイルなど               | スカイランナー・ワールドシリーズ、富士登山競走など         |

- トレイルランニングは「自然の道を長く走る」イメージ。距離や地形が多様で、楽しみ方も広い。

- スカイランニングは「空に向かって駆け上がる」イメージ。より過酷で高度な身体能力が必要。

## 主な大会

### 世界選手権
- マウンテンランニング＆トレイルランニング世界選手権[12]（2022年~）

### アジア選手権
- トレイルランニングアジア太平洋選手権（2024年~）

### 国際大会
| 月  | 名称                                   | 国                       | 距離    |
| --- | -------------------------------------- | ------------------------ | ------- |
| 4月 | Mt.FUJI 100                            | 日本                     | 166.6km |
| 6月 | ウェスタンステイツ・エンデュランスラン | アメリカ合衆国           | 161km   |
| 8月 | ウルトラトレイル・デュ・モンブラン     | フランス イタリア スイス | 168km   |

### 国内大会
50km以上
| 月   | 名称                           | 都道府県        | 主な距離（制限時間）  |
| ---- | ------------------------------ | --------------- | --------------------- |
| 4月  | Mt.FUJI 100                    | 静岡県・山梨県  | 約160km（45時間30分） |
| 4月  | KAI70k（カイ70k）              | 山梨県          | 70km（21時間）        |
| 8月  | トランスジャパンアルプスレース | 富山県 - 静岡県 | 415km（8日）          |
| 10月 | ハセツネCUP                    | 東京都          | 71.5km（24時間）      |
| 12月 | 伊豆トレイルジャーニー         | 静岡県          | 70km（14時間）        |

50km未満
| 月  | 名称                     | 都道府県 | 主な距離（制限時間） |
| --- | ------------------------ | -------- | -------------------- |
| 4月 | 大阪府チャレンジ登山大会 | 大阪府   | 36km（4時間30分）    |
| 7月 | 富士登山競走             | 山梨県   | 21km（4時間30分）    |

## テレビ番組
- 「グレートレース」(NHK BS1、2015年放送開始)